# Parafia św. Kazimierza w Karwinie
Parafia pw. św. Kazimierza w Karwinie – parafia należąca do dekanatu Gościno, diecezji koszalińsko-kołobrzeskiej, metropolii szczecińsko-kamieńskiej. Została utworzona w 1973 roku. 

## Miejsca święte

### Kościół parafialny
Kościół pw. św. Kazimierza w Karwinie
Kościół parafialny został zbudowany w 1915, poświęcony w 1946.

### Kościoły filialne i kaplice
- Kościół pw. św. Stanisława Biskupa i Męczennika w Ramlewie
- Kościół pw. Matki Bożej Różańcowej w Wartkowie